# Sybistroma inornatus
Sybistroma inornatus är en tvåvingeart som först beskrevs av Friedrich Hermann Loew 1857.  Sybistroma inornatus ingår i släktet Sybistroma och familjen styltflugor. Inga underarter finns listade i Catalogue of Life.